# Зункуй
Зункуй — река в Новосибирской области России. Устье реки находится в 376 км по левому берегу реки Тартас, в Северном селе. Длина реки составляет 20 км.

## Данные водного реестра
По данным государственного водного реестра России относится к Иртышскому бассейновому округу, водохозяйственный участок реки — Омь, речной подбассейн реки — Омь. Речной бассейн реки — Иртыш.